# Leiopus major
Leiopus major là một loài bọ cánh cứng trong họ Cerambycidae.